# Dendronephthya maxima
Dendronephthya maxima är en korallart som beskrevs av Kükenthal 1905. Dendronephthya maxima ingår i släktet Dendronephthya och familjen Nephtheidae. Inga underarter finns listade i Catalogue of Life.